# Barrio Empleados de Comercio
Barrio Empleados Centro de Comercio o Barrio Unión Empleados de Comercio es una localidad argentina ubicada en el distrito El Cerrito del Departamento San Rafael, Provincia de Mendoza. Se encuentra sobre la calle Adolfo Calle, 7 km al norte del centro de la ciudad de San Rafael.